# Honorable secrétaire
 (février 2025).
Si vous disposez d'ouvrages ou d'articles de référence ou si vous connaissez des sites web de qualité traitant du thème abordé ici, merci de compléter l'article en donnant les références utiles à sa vérifiabilité et en les liant à la section « Notes et références ».
 (mars 2025).
Dans le vocabulaire du golf, le titre d’honorable secrétaire est principalement honorifique. Son rôle, défini par le club, consiste parfois à accueillir les nouveaux membres, à faciliter leurs relations avec la gérance du club et à assurer que le règlement intérieur soit respecté. Il s'agit normalement d'une fonction bénévole et dont la durée devrait être fixée selon les statuts ou le règlement d'ordre intérieur.